# Misumena conferta
Misumena conferta är en spindelart som beskrevs av Banks 1898. Misumena conferta ingår i släktet Misumena och familjen krabbspindlar. Inga underarter finns listade i Catalogue of Life.